# Synagoge von Sardes
Koordinaten: 38° 29′ 18″ N, 28° 2′ 25″ O

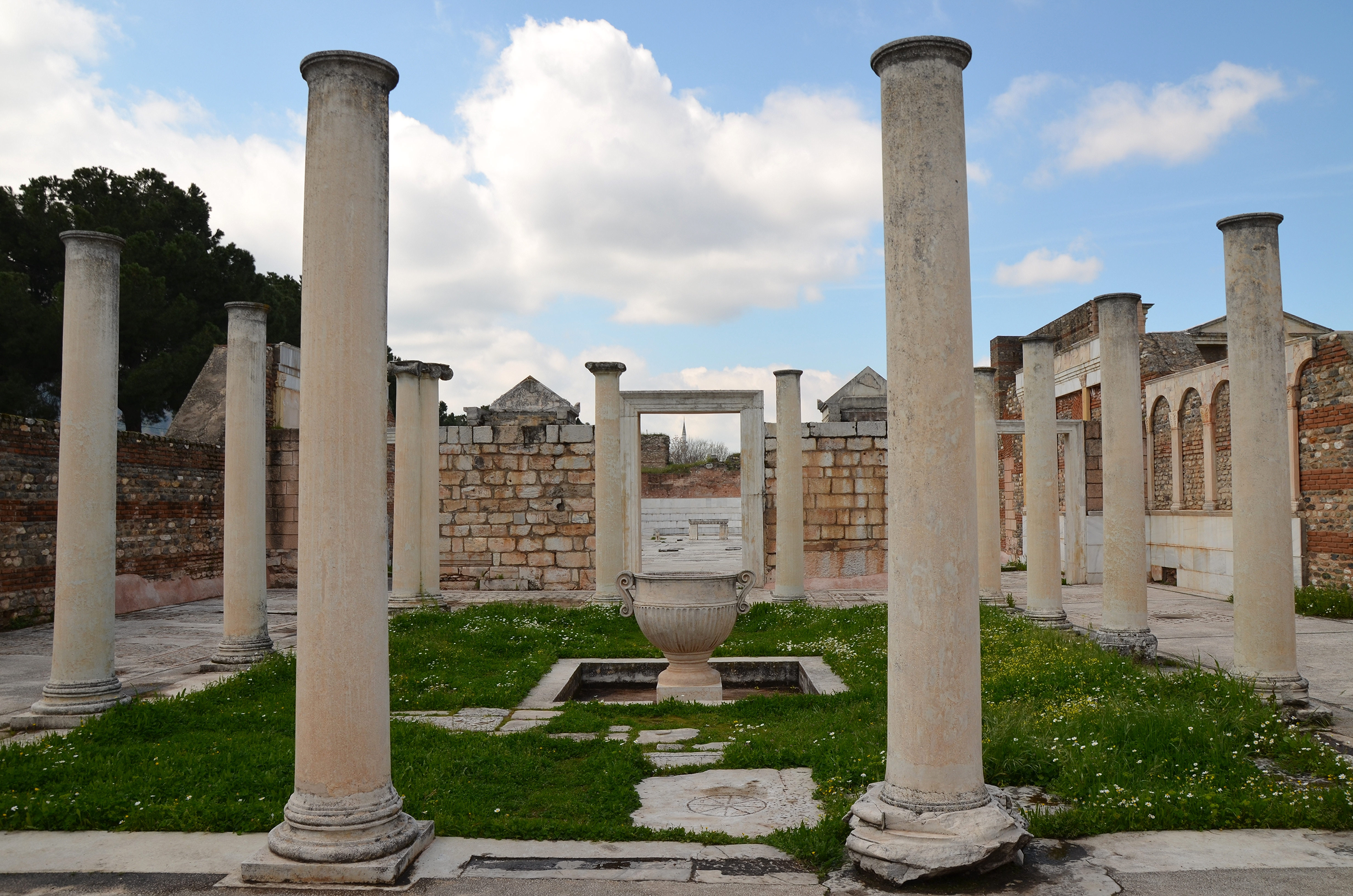
Die Synagoge von Sardes

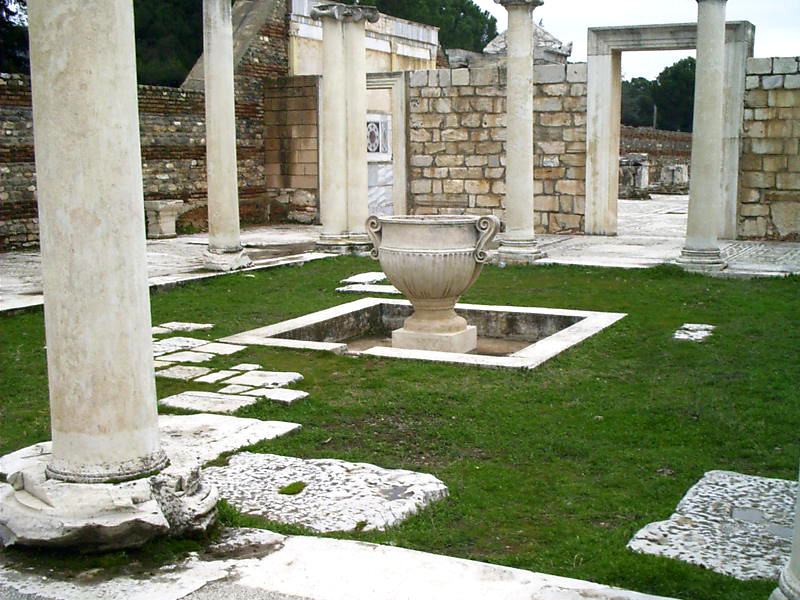
Hof der Synagoge

Die Synagoge von Sardes wurde 1962 bei Ausgrabungen in Sardes entdeckt. Der spätantike Bau gehört zu den am besten erhaltenen und größten antiken jüdischen Gotteshäusern außerhalb von Palästina. 
Der Bau steht im Zentrum der Stadt. An der Stelle des späteren Gebäudes standen zunächst ein Bad und ein Gymnasium. Durch Umbauten eines Teiles des Bades entstand daraus eine große Halle mit einem davor gesetzten Atrium, in dessen Mitte noch heute ein gewaltiger, steinerner Kelch steht. Der Bau war 120 m lang, 18 m breit und stellt eine typische Basilika dar. Es gibt eine lange Zentralhalle, die von zwei Säulenreihen flankiert wird. Am Ende befindet sich eine Apsis und ein marmorner Tisch. Es wird vermutet, dass sie ungefähr 1000 Betende fassen konnte, was wiederum einen Hinweis auf die Größe der Gemeinde und ihren Wohlstand in Sardes hinweist. Der Bau ist reich mit geometrischen Mosaiken ausgestattet. Die Wände waren mit farbigem Marmor verkleidet.
Die genaue Datierung der Synagoge ist in der Forschung umstritten. Anhand von Münzen unter den Mosaiken wurde sie in das 4. Jahrhundert datiert. Neuere Untersuchungen des Stils der Mosaiken deuten jedoch an, dass die Mosaiken und damit die Synagoge in das 6. Jahrhundert einzuordnen sind. Möglich wäre auch, dass es hier schon im 4. Jahrhundert ein Gotteshaus gab, das dann im 6. Jahrhundert reich dekoriert wurde.
Es fanden sich verschiedene griechische und hebräische Inschriften, die die Identifizierung des Bauwerks als Synagoge erlauben.